# Bradley Birkenfeld
Bradley Charles Birkenfeld,, (né le 26 février 1965) est un banquier américain et lanceur d'alerte dont les révélations au gouvernement des États-Unis ont mené à une instruction massive pour fraude contre la banque suisse UBS et d'autres banques ayant permis l'évasion fiscale de contribuables des États-Unis,,. En février 2009, en raison des informations qu'il avait communiquées aux autorités US, le département de la Justice des États-Unis [DOJ] a annoncé avoir conclu un accord de poursuites différées ayant contraint UBS à verser une amende de 780 millions de dollars et à révéler des informations antérieurement confidentielles sur les fraudeurs fiscaux américains,. Birkenfeld a reçu une récompense de 104 millions de dollars du Bureau des Lanceurs d’Alerte de l’IRS (services fiscaux américains) en septembre 2012 en raison de ses révélations ayant permis des redressements fiscaux.
La récompense pour ces révélations battant tous les records est tombée moins de six semaines après la libération conditionnelle de Birkenfeld du centre pénitentiaire, où il avait été incarcéré pour sa complicité à la fraude fiscale d'un de ses clients. En dépit de la recommandation des procureurs d'une peine plus légère due à sa coopération continue avec les autorités fédérales, Birkenfeld avait été condamné à 40 mois de prison et à une amende de 30.000 dollars en août 2009. De nombreux groupes de soutien partout dans le monde ont critiqué la poursuite judiciaire et la peine infligées à Birkenfeld ayant un effet potentiel dissuasif sur les lanceurs d'alerte du secteur financier. Le 1er août 2012, Birkenfeld fut transféré de prison vers une maison de transition dans le New Hampshire, avant d’être libéré et soumis à une période probatoire le 29 novembre 2012.Après avoir été libéré de prison, Birkenfeld a reçu 104 millions de dollars du Trésor américain. C’était son paiement en tant que dénonciateur qui révélait que la banque UBS avait versé au gouvernement des États-Unis un règlement pour avoir aidé les Américains à esquiver leurs impôts.
Ayant commencé avec les révélations de Birkenfeld, l'érosion du légendaire secret bancaire Suisse s’est concrétisée par la modification de sa loi fédérale sur les opérations bancaires en 2009 au lendemain du scandale UBS, cycle qui s'est soldé par la signature officielle helvétique de la Convention sur l'assistance administrative mutuelle en matière fiscale le 15 octobre 2013. La signature de la convention, un traité fiscal international avec près de 60 signataires facilitant l'échange de données fiscales entre les pays, signifie le repositionnement du statut de la Suisse en tant que paradis fiscal pour les capitaux offshore.
Les médias suisses attribuent le changement radical dans les opérations bancaires suisses à l’action de Birkenfeld. À la suite de sa récompense, le journal suisse Blick a affirmé que, « Birkenfeld était une bénédiction pour le secteur financier suisse, » du fait que ses révélations aient contribué à accélérer l’éloignement de l'industrie de sa dépendance de l'argent « sale » en condamnant les lois du secret bancaire permettant l'évasion fiscale.
Birkenfeld a comparé le secteur bancaire suisse à des racketteurs. « Le secret bancaire est essentiellement comparable au trafic criminel - et le gouvernement suisse, ainsi que chaque banquier privé suisse, en est complice. »
Le rôle principal de Birkenfeld en tant que lanceur d'alerte du secteur financier fut reconnu par Tax Analysts, une organisation à but non lucratif fournissant des informations et des analyses aux responsables financiers et comptables fiscalistes. Elle l'a déclaré comme étant pour elle, la personnalité de l'année 2009. En le surnommant « Le Benedict Arnold de l'industrie des services bancaires aux particuliers », Tax Analysts constate qu'il a provoqué « d'une seule main » des changements fondamentaux du système fiscal global par ses révélations au sujet de l’évasion fiscale ayant poussé des gouvernements à la poursuite des fraudeurs fiscaux.

## Jeunesse et éducation
Birkenfeld est né le 26 février 1965, à Brookline, Massachusetts, une banlieue de Boston,,. Son père était neurochirurgien. Birkenfeld entra à la Thayer Academy, une école de préparation, et obtint un diplôme de l'Université de Norwich au Vermont en 1988,... La plupart de ses camarades de classe à Norwich, l'académie militaire la plus ancienne des États-Unis, entrèrent à l’armée après l'obtention de leur diplôme, mais Birkenfeld, lui, se tourna vers une carrière dans la finance. Il obtint une maîtrise de la American Graduate School of Business [École supérieure de commerce] à La Tour-de-Peilz, en Suisse.

## Carrière bancaire
Birkenfeld commença sa carrière bancaire dans le département de changes de la State Street Bank & Trust à Boston. Birkenfeld prétendit avoir lancé l'alerte une première fois pour activités illégales en se rapprochant du Bureau Fédéral d'Investigation en 1994, pendant son activité chez State Street. L'information n'entraîna aucune mise en examen. Il dit avoir refusé l’offre de rejoindre le Bureau Fédéral d'Investigation après l'incident, mais cette affirmation fut contestée.
En 1996, il fut engagé en tant que banquier privé au Crédit Suisse, en passant par Barclays Bank en 1998. En octobre 2001, Birkenfeld commença à travailler chez UBS à Genève, en Suisse, à nouveau en tant que banquier privé, proposant des services de gestion de fortune. Sa principale responsabilité fut de solliciter des américains fortunés à transférer leurs capitaux vers la banque, leur permettant de dissimuler leurs fonds grâce aux lois strictes sur le secret bancaire en Suisse et d'éviter ainsi de payer leurs impôts aux États-Unis. Bien qu'UBS ne fût pas autorisé à promulguer des conseils d'investissement aux États-Unis, Birkenfeld et d'autres employés semblables mentirent quant à la nature de leurs voyages aux États-Unis. Birkenfeld conseilla les clients américains avec pour objectif d’éviter l'examen du IRS, y compris par le placement de fonds en espèces et de bijoux dans des coffres forts suisses.
Selon Birkenfeld, UBS commandita des événements tels que des expositions d'art et des courses à la voile aux États-Unis afin d’attirer une clientèle fortunée. Ces événements donnèrent à ses banquiers basés en Suisse et se comportant essentiellement comme des commerciaux offrant le produit du paradis fiscal suisse, l’opportunité d’entrer en contact avec des personnes fortunées afin de sceller des marchés, procédé contraire aux lois d'opérations bancaires américaines,.
L'un des clients les plus riches de Birkenfeld fut un promoteur californien, Igor Olenicoff, un milliardaire qu'il avait rencontré tout en travaillant chez Barclays et qu'il ramena avec lui en tant que client chez UBS. En 2001, Olenicoff et Birkenfeld se réunirent à Genève, ayant comme résultat un transfert de 200 millions de dollars à UBS, accessibles à Olenicoff par des cartes de crédit, fournies par Birkenfeld. Birkenfeld présenta prétendument Olenicoff aux banquiers l'ayant assisté à la création de compagnies offshore pour masquer ses capitaux et frauder le fisc.
Par la suite, Olenicoff plaida coupable d'évasion fiscale et versa une amende de 52 millions de dollars, mais évita une peine d'emprisonnement. Le département de la Justice (DOJ) des États-Unis finit par poursuivre Birkenfeld pour avoir aidé Olenicoff à frauder le fisc.

## Dénonciation et arrestation
Selon Birkenfeld, il apprit en 2005 que les transactions d'UBS avec les clients américains violaient un accord entre la banque et l’IRS. Il démissionna d'UBS le 5 octobre 2005 après lecture d'un document interne rédigé par le service juridique d'UBS limitant les opérations bancaires transfrontalières interdites aux États-Unis. Les interdictions étaient contraires à la description des fonctions des gestionnaires de patrimoine chargés des clients américains aux États-Unis. Birkenfeld croit que le mémorandum fut préparé pour servir de couverture légale à UBS, en cas de découverte d’activités illégales, approuvées par la banque. Ainsi, la banque aurait pu blâmer ses employés.
Birkenfeld porta plainte ultérieurement auprès des agents de conformité d'UBS à propos de "pratiques commerciales injustes et trompeuses" de la banque. Selon Birkenfeld, n'ayant eu aucune réponse au bout de trois mois, il écrit à Peter Kurer, directeur juridique chez UBS, au sujet des pratiques illégales,. Après son départ de chez UBS, il devint associé chez Union Charter Ltd., où il se spécialisa dans la gestion de patrimoine.
En 2007, Birkenfeld décida de révéler au DOJ ce qu'il savait sur les pratiques illégales d'UBS. En même temps, il voulut bénéficier de la nouvelle loi fédérale sur les lanceurs d'alerte, le Tax Relief and Health Care Act [Loi d'allégement fiscal et de santé] de 2006 lui permettant de récupérer jusqu'à 30 % de toute somme recouverte par l’IRS grâce aux informations données. Birkenfeld demanda également l'immunité de poursuites concernant son rôle dans les transactions d'UBS. En avril 2007, les avocats de Birkenfeld envoyèrent au DOJ un résumé d'informations données par leur client, indiquant son souhait de devenir lanceur d'alerte pour l’IRS. Le DOJ répondit ne pas faire partie du programme de lanceurs d’alerte de l’IRS et qu'il n'accorderait aucune immunité. Birkenfeld rencontra néanmoins le DOJ. Au moment où la communication entre Birkenfeld et le DOJ tomba dans l’impasse, Birkenfeld entra en contact avec La Commission des valeurs mobilières des États-Unis [Securities and Exchange Commission], l’IRS et le Sénat des États-Unis.
En avril 2008, les avocats de Birkenfeld informèrent le DOJ qu'il les aiderait en contrepartie d'une immunité,. Birkenfeld fut arrêté à Boston le 7 mai 2008 à sa descente d'avion en provenance de Suisse à l'aéroport de Logan et inculpé par la cour de district, zone méridionale de la Floride à Fort Lauderdale, le 13 mai.
Le procureur dans l'affaire, l'avocat-conseil senior du bureau régional du contentieux des affaires fiscales du DOJ, Kevin M. Downing justifia la poursuite de Birkenfeld en précisant son manque de coopération concernant ses clients, notamment Igor Olenicoff. Downing affirma, « en ce qui concerne les lanceurs d'alerte : que ceux qui cherchent à être traités comme tels sachent qu'ils doivent se manifester rapidement et divulguer des informations exactes et complètes… M. Birkenfeld ne s'est pas manifesté en divulguant des informations exactes et complètes... Par conséquent, il n'a pas droit au statut de lanceur d'alerte. »
Birkenfeld démissionna de son poste chez Union Charter le 3 juin 2008 après avoir accepté de plaider coupable. Le 19 juin, Birkenfeld plaida coupable pour un seul chef d'accusation de conspiration visant à frauder les États-Unis. Plus tard, lors de l’audience de détermination de la peine, le procureur du DOJ, Kevin M. Downing, admit que les États-Unis n'aurait pas été en mesure de rassembler les éléments concernant «l'escroquerie massive » par UBS sans l'aide de Birkenfeld,.

## Condamnation et emprisonnement de Birkenfeld
Le 21 août 2009, bien que le ministère public ait recommandé une peine de 30 mois, Birkenfeld fut condamné à 40 mois de prison et une amende de 30.000 dollars par le juge du district William Zloch,, Downing demanda que le juge laisse Birkenfeld en liberté pendant 90 jours afin de lui permettre de continuer à coopérer avec le DOJ, ce qui serait susceptible de pousser les procureurs à demander une réduction de peine. Le tribunal reçut des lettres, notamment du Sénateur américain, Carl Levin (D-MI) appelant à la clémence, ce dernier ayant mené des audiences dans le cadre du scandale d'évasion fiscale d'UBS à la tête du sous-comité permanent du Sénat des États-Unis chargé des enquêtes, ainsi que de l’IRS et de la Commission des Valeurs Mobilières (SEC).
Le procureur général Kevin Downing déclara que Birkenfeld n'était pas un lanceur d'alerte, cependant, l'IRS lui accorda ce statut par la suite. Birkenfeld et ses avocats affirmèrent avoir demandé au DOJ qu’il soit cité formellement en tant que témoin, autrement, sa divulgation de données confidentielles des clients violerait la Loi Suisse de 1934 sur les opérations bancaires et entraînerait son arrestation à son retour en Suisse, où il était domicilié. La loi suisse protège le secret bancaire et considère toute révélation d'informations concernant la clientèle comme un acte délictuel. Le DOJ refusa la requête.
Tandis que Downing affirma devant le tribunal un manque de coopération de la part de Birkenfeld au sujet de sa relation avec ses clients, notamment Olenicoff, il révéla en réalité des informations sur Olenicoff à l’IRS, à la SEC et au sous-comité permanent du Sénat des États-Unis chargé des enquêtes. Le 9 octobre 2007, le sous-comité permanent, cita formellement Birkenfeld, lui offrant une couverture légale pour sa coopération au sujet des pratiques de marketing illégal d'UBS, qu'il révéla en détail au comité, fournissant des noms et des preuves. Downing même admit au tribunal qu’aucune action n’aurait pu être intentée contre UBS sans les informations que Birkenfeld avait fournies au gouvernement américain. Ce que Birkenfeld et ses conseils affirment être une déformation de sa coopération avec le gouvernement par Downing servit de base pour une action en justice en révision et réduction de sa peine.
Birkenfeld commença à purger sa peine de 40 mois à l'établissement correctionnel fédéral du comté de Schuylkill à Minersville, Pennsylvanie le 8 janvier 2010,,,.
Birkenfeld ne fit pas appel de la décision. Le 5 janvier 2010, Birkenfeld soumit une requête formelle au ministre de la justice Eric Holder pour inconduite judiciaire en clamant que les représentants du DOJ avaient fait des déclarations trompeuses au juge,. Le 15 avril 2010, ses avocats déposèrent une demande de remise de peine,. Birkenfeld fut libéré de prison le 1er août 2012.

## Critique des poursuites
De nombreuses organisations de soutien du monde entier demandèrent à ce que le ministre de la justice Eric Holder revoie l'affaire Birkenfeld. Une lettre du Centre National des Lanceurs d'Alerte [National Whistleblowers Center] affirma que "l'impact destructeur de la condamnation de M. Birkenfeld compromettra sérieusement les capacités des forces de l'ordre à détecter, poursuivre et prévenir les pratiques bancaires offshore illégales."
Stephen M. Kohn, l'un des avocats de Birkenfeld, expliqua aux journalistes lors d'une conférence de presse tenue le jour de l'entrée de son client au centre pénitentiaire que son emprisonnement découragerait des lanceurs d'alerte potentiels du secteur bancaire et porterait donc atteinte aux efforts du gouvernement d'attraper les fraudeurs fiscaux. Selon Kohn " …[Cela] jette un froid sur la volonté d'autres banquiers de se montrer et de bien agir. "
Depuis que Birkenfeld a lancé l'alerte du scandale d'évasion fiscale d'UBS en 2007, la banque suisse a pu éviter sa poursuite aux États-Unis dû aux accords de poursuite différée avec le DOJ. Les amendes prélevées par la suite dans le scandale d'évasion fiscale, l'affaire des manipulations de taux de change en 2008, et l'affaire des obligations municipales dérivées en 2011 n’eurent visiblement que peu d'effet dissuasif sur la banque. Le représentant des États-Unis Peter Welch (D-VT) indiqua au New York Times en juillet 2012 : « C'est déprimant. Le département de la Justice doit décider : Le temps des accords mutuels et des règlements à l'amiable, où vous payez une amende transférée aux actionnaires, ce temps est-il révolu ? Est-ce que nous sommes entrés dans une ère où l'on privilégie les peines de prison ? ».
En novembre 2008, un grand jury fédéral des États-Unis inculpa l'ancien patron de Birkenfeld, Raoul Weil. Ce fut le résultat d'une investigation sur les affaires transfrontalières d'UBS avec les États-Unis. Weil fut PDG de la division de gestion de patrimoine chez UBS et fut membre du conseil d'administration du groupe UBS. UBS coupa par la suite les liens avec Weil en mai 2009. Weil fut finalement extradé vers les États-Unis, mais en 2014, le jury manqua de le condamner pour son implication dans la conspiration contre l'administration fiscale.
Il y eut une pénurie de lanceurs d'alerte dans le secteur bancaire depuis l'arrestation de Birkenfeld et son incarcération. L'ancien banquier d'UBS Renzo Gadola, dont le nom avait été transmis aux autorités fédérales par Birkenfeld, fut arrêté en 2010. Gadola qui, après avoir quitté UBS fonda RG Investment Partners (Zurich), plaida coupable pour conspiration contre l'administration fiscale américaine en permettant aux citoyens américains d'éluder le fisc, par des compagnies offshore. En novembre 2011, Gadola fut condamné à cinq mois avec sursis et une amende de 100 dollars. À la différence de Birkenfeld, qui avait volontairement révélé des informations, Gadola ne coopéra pas avec les procureurs américains avant son incarcération.

## UBS - Règlement à l'amiable
Basé sur une instruction ayant débuté en mars 2008, le DOJ constata que l'enquête interne menée par UBS sur les allégations de Birkenfeld « n'a ni examiné ni suivi les preuves disponibles sur les communications entre banquiers privés et la clientèle aux États-Unis ». Le DOJ mena un procès pénal contre UBS menaçant l’autorisation d'UBS d’exercer sur le sol américain. UBS annonça qu'elle cessera d’offrir des activités transfrontalières aux États-Unis par le biais de ses entités non règlementés aux États-Unis à compter de juillet 2008.
Le 18 février 2009 UBS consentit à payer une amende de 780 millions de dollars au gouvernement américain et souscrit un accord de poursuites différées concernant les chefs d'accusation pour conspiration à la fraude contre les services fiscaux américains en empêchant ces derniers à percevoir des impôts. Sur les 780 millions de dollars qu’UBS versa au gouvernement américain, 380 millions de dollars constituèrent le versement de profits de ses affaires transfrontalières, alors que le restant correspondit aux impôts américains qu'UBS n'avaient pas prélevés sur les comptes,. Ces chiffres comprirent les intérêts, les pénalités et la restitution des impôts impayés.
L'accord à l'amiable prévoyait également le règlement par UBS de pénalités de la SEC pour avoir agi en tant que courtier et conseiller non-enregistré en investissement pour des Américains. De plus, UBS versa 200 millions de dollars pour un règlement à l'amiable à la SEC, afin d'éviter un procès contre UBS pour avoir favorisé la tenue de comptes off-shore de certains clients U.S. en Suisse et ailleurs, leur permettant d'éviter le paiement d'impôts sur ces comptes. En juillet 2009, afin d’éviter des amendes supplémentaires, UBS accepta de fournir les noms de 4.500 Américains ayant des comptes offshore chez eux.

## Récompense de l'IRS
En 2010, l'administrateur fiscal Douglas Shulman estima que les combines d'évasion fiscale d'UBS avaient généré des bénéfices allant jusqu'à 200 millions de dollars annuels sur les 20 milliards de dollars appartenant aux 20.000 contribuables américains et se trouvant sur des comptes bancaires non déclarés et secrets. À la suite des révélations de Birkenfeld, l'IRS proposa des programmes d'amnistie fiscale aux américains cachant leurs capitaux sur des comptes offshore,.
En septembre 2012, le bureau des lanceurs d'alerte de l'IRS versa 104 millions de dollars à Birkenfeld en tant que lanceur d'alerte,,. C’est la plus grande prime de lanceur d'alerte jamais versée, que ce soit à titre individuel ou à un groupe,. Birkenfeld reçut cette récompense dans le cadre du programme de l'IRS pour les lanceurs d'alerte, correspondant à un pourcentage des fonds recouverts par le gouvernement des États-Unis après découverte de la fraude. La récompense fut calculée sur 400 millions de dollars d’impôts récupérés d'UBS, ce qui représente une prime de 26 % du montant total.
L'IRS expliqua sa décision par la «coopération exceptionnelle » et « l'ampleur et l'étendue » des informations fournies par Birkenfeld, ayant permis «des actions sans précédent » contre UBS. L'IRS se servit de ces informations pour négocier un paiement de 780 millions de dollars en échange de l'arrêt des poursuites contre UBS en 2009. Au cours des négociations, UBS admit sa complicité à la fraude fiscale de certains clients aux États-Unis. À la suite de cela, la banque livra près de 5 000 noms, clients américains soupçonnés de fraude fiscale. Les programmes d'amnistie de l'IRS ont depuis récupéré 5 milliards de dollars de personnes ayant participé à la combine illégale d'UBS, grâce aux informations fournies par Birkenfeld.

## L'affaire Olenicoff
En 2008, UBS, Birkenfeld, Union Charter et son propriétaire David Schwedel se furent assigner dans un procès portant sur 500 millions de dollars intenté par Igor Olenicoff pour conseils frauduleux en matière fiscale. Il fut débouté de son action en avril 2012. Depuis, Birkenfeld intenta un procès contre Olenicoff afin de récupérer les frais encourus pour sa défense durant ce procès.

## Procès pour faute professionnelle
En novembre 2012, Birkenfeld intenta un procès contre le cabinet d'avocats Schertler & Onorato et les avocats David Dickieson, Danny Onorato, David Schertler et Peter Taylor pour ne pas avoir obtenu sa protection du gouvernement fédéral en tant que lanceur d'alerte. Lors de son procès, Birkenfeld soutint que Schertler Onorato et leurs collaborateurs «se sont faussement représentés en tant qu’expérimentés et bien informés au sujet des lois et des procédures fédérales concernant les lanceurs d'alerte » alors qu'ils avaient « une expérience très limitée du secteur en réalité. » Plainte au ¶ 14, Birkenfeld v. Schertler & Onorato, LLP, No. de procédure civile. 0008397-12 (C.C Super. Ct. Oct. 31, 2012). Birkenfeld affirma également que les avocats de Schertler Onorato auraient porté atteinte à ses droits constitutionnels lors d'une réunion avec les procureurs fédéraux ; ils auraient manqué de réfuter la demande des procureurs à ce que Birkenfeld ne puisse rencontrer les représentants de l'IRS et du Sénat des États-Unis.
Schertler Onorato ripostèrent en poursuivant Birkenfeld afin d’obtenir 12,5 % de l’ensemble des fonds qui lui avaient été accordés par l'IRS, conformément à leur convention d'honoraires du 23 octobre 2007. Selon cet accord, les honoraires furent plafonnés à 80 000 dollars. Une deuxième convention d'honoraires fut signée le 9 mai 2008, fixant des frais supplémentaires à 50 000 dollars. Le cabinet d'avocats Kohn, Kohn & Colapinto, représentant Birkenfeld dans le procès sur les honoraires, soutint que la deuxième convention d'honoraires avait remplacé la première. Kohn, Kohn & Colapinto reprirent l'affaire Birkenfeld après que celui-ci écarta Schertler & Onorato et furent ses représentants lors de sa récompense par l’IRS.
Birkenfeld déposa également une demande auprès de la commission d'arbitrage avocats-clients du district de Colombia afin de régler le conflit portant sur les honoraires. Le 31 octobre 2013, les deux parties réglèrent leur conflit à l'amiable en contrepartie d'un montant non révélé et Birkenfeld retira sa demande d'arbitrage.

## Liberté conditionnelle
La période de liberté conditionnelle de trois ans de Brad Birkenfeld se termina en novembre 2015. En décembre 2014, l'avocat de Birkenfeld demanda à la cour du district des États-Unis d'écourter sa période de liberté conditionnelle ou de la modifier pour lui permettre de voyager à l'étranger. Selon Gerald Greenberg, qui déposa la requête, Birkenfeld prévoirait de s'installer en Europe à la fin de la période de liberté conditionnelle.
La requête révéla de généreux efforts faits par Birkenfeld pendant sa liberté conditionnelle. Birkenfeld permit aux enfants défavorisés d'utiliser sa suite de luxe aux matchs de hockey des Boston Bruins et donna six bicyclettes électriques au département de police de Boston après les attentats du marathon de Boston. Le 20 janvier 2015, une deuxième requête pour mettre un terme aux limites de sa liberté conditionnelle, afin de lui permettre de se déplacer en Europe, fut déposée au même tribunal, auprès du même juge ayant rejeté la première requête, conformément à l'avis du DOJ. La seconde requête de Birkenfeld évoqua le traitement accordé à Igor Olenicoff pendant sa liberté conditionnelle, lui permettant de quitter les États-Unis pour se rendre à un mariage en Grèce. La requête mentionna également l'arrêt prématuré de la liberté conditionnelle du client John McCarthy d'UBS, condamné, grâce aux informations fournies par Birkenfeld, pour avoir dissimulé plus de 1 million de dollars dans des comptes numérotés suisses. Le cas de Martin Liechti, le patron de Birkenfeld fut également évoqué dans la requête. Liechti conclut un accord de non-poursuite avec le gouvernement, lui évitant la prison.

## Enquête UBS France
En janvier 2015, Birkenfeld est cité par un juge d’instruction français menant l’enquête sur l’incitation à l’évasion fiscale et à la fraude fiscale de citoyens français par UBS. Le 17 février 2015, le juge fédéral William Zloch accorde la permission de Birkenfeld de se présenter devant le magistrat Guillaume Daïeff en France. Birkenfeld obtient l’autorisation de se rendre en France du 27 février au 1er mars 2015 pour se présenter devant le tribunal français. Ce dernier étudie alors les allégations qu'UBS aurait commercialisé des comptes bancaires numérotés suisses auprès de citoyens français afin de leur permettre de dissimuler leurs actifs.
L'affaire aboutit en France à la réquisition d'une amende de 3,7 milliards d'euros à l'encontre d'UBS par le parquet national financier le 8 novembre 2018. L'amende à l'encontre d'UBS est confirmée par le Tribunal correctionnel de Paris le 20 février 2019 pour « démarchage bancaire illégal et blanchiment aggravé de fraude fiscale en France ».